# Oscar Alfredo Gálvez
Oscar Tito Alfredo Gálvez, surnommé « El Aguilucho » (l'aiglon) par le journaliste Pedro Fiore qui a écrit sa première biographie, né le  17 août 1913 à Caballito, Buenos Aires et mort le 16 décembre 1989 à Palermo, Buenos Aires, était un pilote automobile argentin. Pilote très populaire, et participant actif de la Turismo Carretera, de même que son frère cadet Juan Gálvez (en) (1916-1963), il a participé à un seul Grand Prix de Formule 1 comptant pour le championnat du monde, le Grand Prix automobile d'Argentine 1953, où il a terminé cinquième.
Le circuit de Buenos Aires sera renommé de son nom en 1989, après sa mort.

## Historique

### Champion d'Argentine en Turismo Carretera

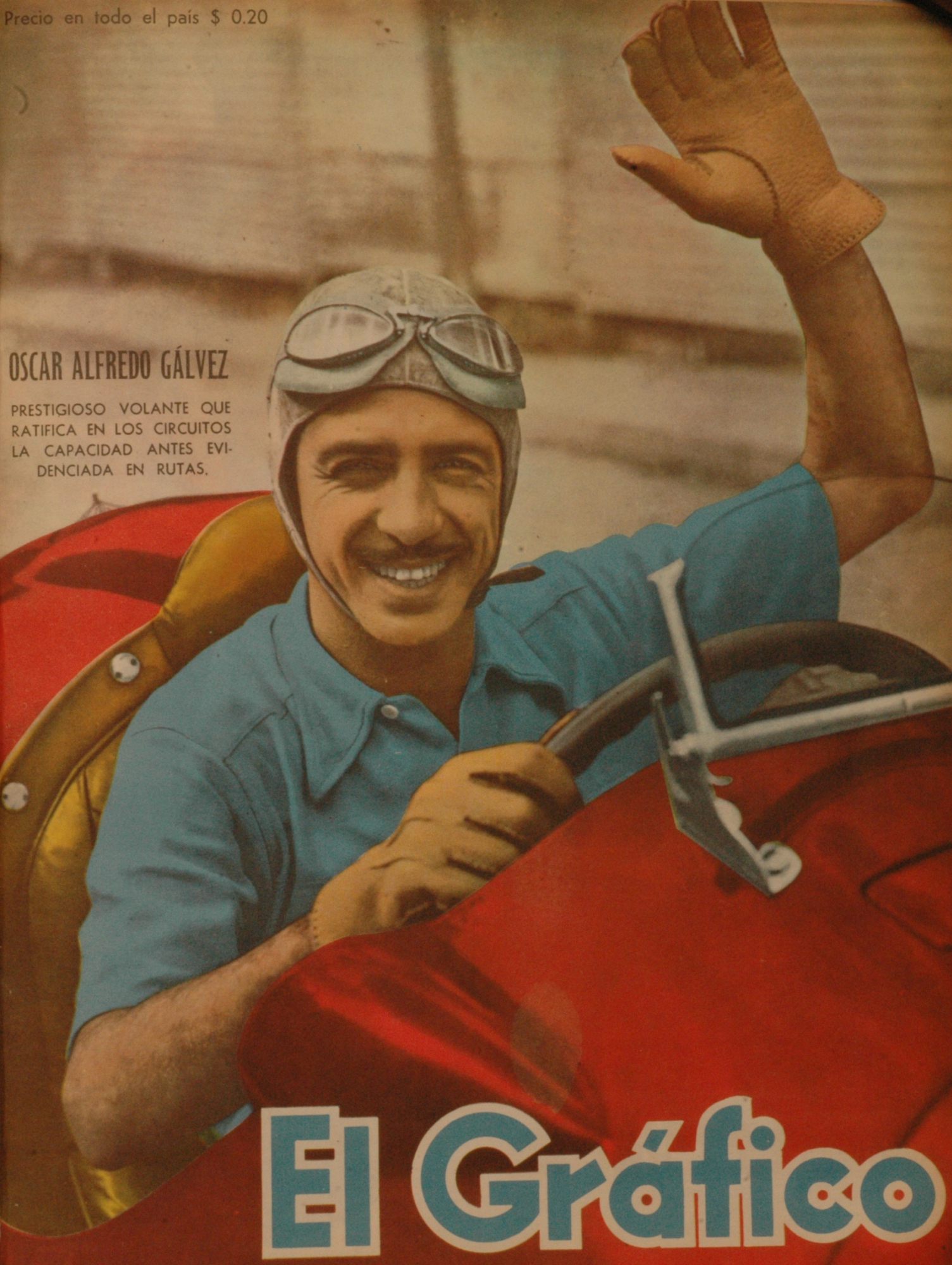
Oscar Alfredo Gálvez en 1947.

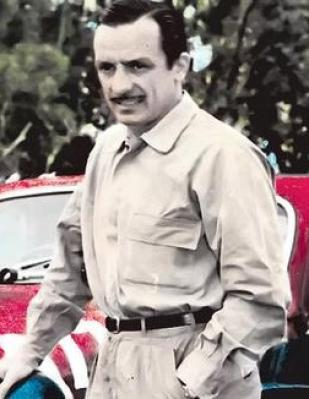
Juan Gálvez, son frère.

En 1934, à 21 ans, Oscar et son frère cadet Juan achètent une vieille Ford T, qu'ils cachent chez un ami pour éviter que leur père, qui exècre les automobiles, ne découvre leur passion. Peu après, les deux inséparables frères, créent leur atelier de mécanique automobile et préparent une Ford  35 pour disputer la course intervilles Buenos Aires-Rosario-Córdoba-Santa Fe. À 24 ans, Gálvez se classe sixième de la première étape à la moyenne de 119 km/h et son nom circule dans tout le pays. Il abandonne lors de la seconde étape, son matériel étant loin du niveau de celui de ses adversaires. 
Il poursuit sa carrière en Turismo Carretera, catégorie dédiée aux voitures de série, emblématique en Argentine et rivalise avec Juan Manuel Fangio. Il lui faut toutefois attendre 1947 pour remporter son premier titre. Gálvez disputera environ 169 courses en Turismo Carretera, uniquement au volant de Ford et décrochera cinq titres de champion d'Argentine pour 43 victoires (dont six en 1952).

### Deux courses en Formule 1
Le 6 février 1949, sur une Alfa Romeo 308, il remporte la Copa Eva Perón en Formule Libre, devant Fangio. Gálvez se voit alors proposer par le gouvernement argentin de Juan Perón un soutien financier pour courir en Europe mais, contrairement à Fangio et José Froilán González, il refuse le soutien du dictateur.
Les frères Gálvez poursuivent leur carrière en Argentine et, le 18 janvier 1953, Oscar dispute à domicile, sur le circuit de Buenos Aires, le premier Grand Prix d'Argentine de l'histoire, inscrit au calendrier du championnat du monde. Il pilote une Maserati A6GCM officielle et fait équipe avec Fangio, González et Felice Bonetto. Neuvième sur la grille de départ, il termine cinquième à un tour du vainqueur Alberto Ascari, dans le même tour que González (troisième) alors que Fangio et Bonetto abandonnent. Grâce aux deux points inscrit, il se classe quinzième du championnat du monde.
Quinze jours plus tard, il effectue sa dernière course de Formule 1, hors-championnat du monde, le IX Gran Premio Ciudad de Buenos Aires, toujours au volant d'une Maserati officielle, aux côtés de González, Bonetto et Fangio. Il se classe sixième de l'épreuve dans le même tour que le vainqueur Giuseppe Farina et González (quatrième), et juste devant Bonetto tandis que Fangio est neuvième.

### Reconversion dans le sport automobile
Gálvez ne pilotera plus en Formule 1, mais il poursuit en sport automobile au volant de voitures Ford. En 1963, son frère se tue dans un accident en course et Oscar s'interroge sur la poursuite de sa carrière. L'année suivante, il est lui-même victime d'un accident et il raccroche alors les gants. Il poursuit néanmoins sa carrière dans le monde du sport automobile, en prenant la tête de l'écurie Ford. 
Atteint d'un cancer du pancréas, Oscar Gálvez meurt le 16 décembre 1989, à 76 ans. Peu avant son décès, le gouvernement de la ville de Buenos Aires, rebaptise le circuit automobile de Buenos Aires (l'Autódromo 17 de Octubre, construit en 1952), en Autódromo Oscar Alfredo Gálvez. Le circuit ajoutera le prénom de son frère Juan en 2008, pour devenir l'Autódromo Juan y Oscar Gálvez.

## Résultats en championnat du monde de Formule 1
| Saison | Écurie                    | Châssis        | Moteur              | Pneus   | GP disputé     | Points inscrits | Classement |
| ------ | ------------------------- | -------------- | ------------------- | ------- | -------------- | --------------- | ---------- |
| 1953   | Officine Alfieri Maserati | Maserati A6GCM | Maserati 6 en ligne | Pirelli | Argentine (5e) | 2               | 15e        |

## Palmarès d'Oscar Alfredo

### Titres
- Champion d'Argentine Tourisme (T.C. - 5 titres sur Ford V8) 1947, 1948, 1953, 1954 et 1961 (et deuxième en 1939, 1949, 1956, 1957, 1958 et 1960)[1].

### Grand Prix (hors championnat du monde)
- Gran Premio Primavera - Mar del Plata 1947 ;
- Gran Premio Ciudad de Montevideo 1947 ;
- Grand Prix Ciudad de Bell Ville 1947 ;
- Premio Cien Millas Playas de Necochea 1948 ;
- Autos Especiales Argentina 1949 ;
- Gran Premio Maria Eva Duarte de Peron (Palermo, en Argentine) 1949.

## Palmarès de Juan
- Champion d'Argentine Tourisme (T.C. - 9 titres sur Ford V8) 1949 à 1952, 1955 à 1958 et 1960 (et deuxième en 1941, 1953, 1954 et 1959).